# Kendall Waston
Kendall Jamaal Waston Manley (San José, 1º gennaio 1988) è un calciatore costaricano, difensore del Saprissa e della nazionale costaricana.

## Carriera

### Club
Debutta con il Saprissa nel 2006 e gioca in prestito al Carmelita nel campionato costaricano prima di andare, nel febbraio 2008, in prestito per sei mesi nel campionato uruguaiano al Nacional Montevideo. Nel marzo 2010 viene prestato al Bayamón, nel campionato portoricano. Gioca per altre tre stagioni in prestito, tutte e tre in patria, una all'Universidad de Costa Rica e due al Pérez Zeledón. Nel 2012 torna al Saprissa.

#### Vancouver Whitecaps
L'8 agosto 2014 passa ai canadesi del Vancouver Whitecaps.
Il 25 ottobre segna il suo primo gol, nell'ultima gara della regular season, di testa da corner di Pedro Morales, mandando gli Whitecaps ai play-off per la seconda volta in quattro anni di MLS. Viene nominato giocatore del mese per ottobre 2014.

### Nazionale
Dopo aver fatto parte della selezione Under-20 per i Mondiali di categoria 2007, esordisce in nazionale maggiore nel maggio 2013 contro il Canada. Viene convocato per la CONCACAF Gold Cup 2013, per la Copa América Centenario negli Stati Uniti e per i Mondiali di Russia 2018, manifestazione durante la quale mette a segno una rete, nel pareggio 2-2 contro la Svizzera.

## Statistiche

### Presenze e reti nei club
| Stagione                   | Squadra                    | Campionato                 | Campionato | Campionato | Coppe nazionali | Coppe nazionali | Coppe nazionali | Coppe continentali | Coppe continentali | Coppe continentali | Altre coppe | Altre coppe | Altre coppe | Totale | Totale |
| Stagione                   | Squadra                    | Comp                       | Pres       | Reti       | Comp            | Pres            | Reti            | Comp               | Pres               | Reti               | Comp        | Pres        | Reti        | Pres   | Reti   |
| -------------------------- | -------------------------- | -------------------------- | ---------- | ---------- | --------------- | --------------- | --------------- | ------------------ | ------------------ | ------------------ | ----------- | ----------- | ----------- | ------ | ------ |
| 2009-2010                  | Saprissa                   | PD                         | 4          | 0          | -               | -               | -               | CCL                | 3                  | 2                  | -           | -           | -           | 7      | 2      |
| 2010-2011                  | Univ. de Costarica         | PD                         | 19         | 5          | -               | -               | -               | -                  | -                  | -                  | -           | -           | -           | 19     | 5      |
| 2011-2012                  | Pérez Zeledón              | PD                         | 31+2       | 6+0        | -               | -               | -               | -                  | -                  | -                  | -           | -           | -           | 31+2   | 6+0    |
| lug.-dic. 2012             | Saprissa                   | PD                         | 3          | 0          | -               | -               | -               | -                  | -                  | -                  | -           | -           | -           | 3      | 0      |
| gen.-mag. 2013             | Pérez Zeledón              | PD                         | 20+2       | 4+2        | -               | -               | -               | -                  | -                  | -                  | -           | -           | -           | 20+2   | 4+2    |
| Totale Pérez Zeledón       | Totale Pérez Zeledón       | Totale Pérez Zeledón       | 51+4       | 10+2       |                 |                 |                 |                    |                    |                    |             |             |             | 51+4   | 10+2   |
| 2013-2014                  | Saprissa                   | PD                         | 26+5       | 7+1        | CC              | 2               | 0               | -                  | -                  | -                  | -           | -           | -           | 28+5   | 7+1    |
| lug.-ago 2014              | Saprissa                   | PD                         | -          | -          | CC              | 4               | 0               | -                  | -                  | -                  | -           | -           | -           | 4      | 0      |
| Totale Saprissa            | Totale Saprissa            | Totale Saprissa            | 33+5       | 7+1        |                 | 6               | 0               |                    | 3                  | 2                  |             |             |             | 42+5   | 9+1    |
| ago.-ott. 2014             | Vancouver Whitecaps        | MLS                        | 10+1       | 2+0        | -               | -               | -               | -                  | -                  | -                  | -           | -           | -           | 10+1   | 2+0    |
| 2015                       | Vancouver Whitecaps        | MLS                        | 28+2       | 2+0        | CC              | 3               | 0               | -                  | -                  | -                  | -           | -           | -           | 31+2   | 2+0    |
| 2016                       | Vancouver Whitecaps        | MLS                        | 17         | 2          | CC              | 2               | 0               | CCL                | 1                  | 0                  | -           | -           | -           | 20     | 2      |
| Totale Vancouver Whitecaps | Totale Vancouver Whitecaps | Totale Vancouver Whitecaps | 55+3       | 6+0        |                 | 5               | 0               |                    | 1                  | 0                  |             |             |             | 61+3   | 6+0    |
| Totale carriera            | Totale carriera            | Totale carriera            | 158+12     | 28+3       |                 | 11              | 0               |                    | 4                  | 2                  |             |             |             | 173+12 | 30+3   |

### Cronologia presenze e reti in nazionale
| Cronologia completa delle presenze e delle reti in nazionale ― Costa Rica | Cronologia completa delle presenze e delle reti in nazionale ― Costa Rica | Cronologia completa delle presenze e delle reti in nazionale ― Costa Rica | Cronologia completa delle presenze e delle reti in nazionale ― Costa Rica | Cronologia completa delle presenze e delle reti in nazionale ― Costa Rica | Cronologia completa delle presenze e delle reti in nazionale ― Costa Rica | Cronologia completa delle presenze e delle reti in nazionale ― Costa Rica | Cronologia completa delle presenze e delle reti in nazionale ― Costa Rica |
| Data                                                                      | Città                                                                     | In casa                                                                   | Risultato                                                                 | Ospiti                                                                    | Competizione                                                              | Reti                                                                      | Note                                                                      |
| ------------------------------------------------------------------------- | ------------------------------------------------------------------------- | ------------------------------------------------------------------------- | ------------------------------------------------------------------------- | ------------------------------------------------------------------------- | ------------------------------------------------------------------------- | ------------------------------------------------------------------------- | ------------------------------------------------------------------------- |
| 28-5-2013                                                                 | Edmonton                                                                  | Canada                                                                    | 0 – 1                                                                     | Costa Rica                                                                | Amichevole                                                                | -                                                                         | 76’                                                                       |
| 8-6-2013                                                                  | San José                                                                  | Costa Rica                                                                | 1 – 0                                                                     | Honduras                                                                  | Qual. Mondiali 2014                                                       | -                                                                         | 81’                                                                       |
| 14-10-2015                                                                | Harrison                                                                  | Stati Uniti                                                               | 0 – 1                                                                     | Costa Rica                                                                | Amichevole                                                                | -                                                                         | 87’                                                                       |
| 18-11-2015                                                                | Panama                                                                    | Panama                                                                    | 1 – 2                                                                     | Costa Rica                                                                | Qual. Mondiali 2018                                                       | -                                                                         | 12’                                                                       |
| 15-12-2015                                                                | Liberia                                                                   | Costa Rica                                                                | 1 – 0                                                                     | Nicaragua                                                                 | Amichevole                                                                | 1                                                                         | 74’                                                                       |
| 3-2-2016                                                                  | Barinas                                                                   | Venezuela                                                                 | 1 – 0                                                                     | Costa Rica                                                                | Amichevole                                                                | -                                                                         | 59’                                                                       |
| 26-3-2016                                                                 | Kingston                                                                  | Giamaica                                                                  | 1 – 1                                                                     | Costa Rica                                                                | Qual. Mondiali 2018                                                       | -                                                                         |                                                                           |
| 30-3-2016                                                                 | San José                                                                  | Costa Rica                                                                | 3 – 0                                                                     | Giamaica                                                                  | Qual. Mondiali 2018                                                       | -                                                                         |                                                                           |
| 28-5-2016                                                                 | San José                                                                  | Costa Rica                                                                | 2 – 1                                                                     | Venezuela                                                                 | Amichevole                                                                | -                                                                         |                                                                           |
| 4-6-2016                                                                  | Orlando                                                                   | Costa Rica                                                                | 0 – 0                                                                     | Paraguay                                                                  | Coppa America Centenario                                                  | -                                                                         | 90’                                                                       |
| 12-6-2016                                                                 | Houston                                                                   | Colombia                                                                  | 2 – 3                                                                     | Costa Rica                                                                | Coppa America Centenario                                                  | -                                                                         | 88’                                                                       |
| 3-9-2016                                                                  | Port-au-Prince                                                            | Haiti                                                                     | 0 – 1                                                                     | Costa Rica                                                                | Qual. Mondiali 2018                                                       | -                                                                         | 88’                                                                       |
| 9-10-2016                                                                 | Krasnodar                                                                 | Russia                                                                    | 3 – 4                                                                     | Costa Rica                                                                | Amichevole                                                                | -                                                                         | 69’                                                                       |
| 11-11-2016                                                                | Port of Spain                                                             | Trinidad e Tobago                                                         | 0 – 2                                                                     | Costa Rica                                                                | Qual. Mondiali 2018                                                       | -                                                                         |                                                                           |
| 16-11-2016                                                                | San José                                                                  | Costa Rica                                                                | 4 – 0                                                                     | Stati Uniti                                                               | Qual. Mondiali 2018                                                       | -                                                                         |                                                                           |
| 28-3-2017                                                                 | San Pedro Sula                                                            | Honduras                                                                  | 1 – 1                                                                     | Costa Rica                                                                | Qual. Mondiali 2018                                                       | 1                                                                         |                                                                           |
| 9-6-2017                                                                  | San José                                                                  | Costa Rica                                                                | 0 – 0                                                                     | Panama                                                                    | Qual. Mondiali 2018                                                       | -                                                                         |                                                                           |
| 14-6-2017                                                                 | San José                                                                  | Costa Rica                                                                | 2 – 1                                                                     | Trinidad e Tobago                                                         | Qual. Mondiali 2018                                                       | -                                                                         | 22’                                                                       |
| 20-7-2017                                                                 | Filadelfia                                                                | Costa Rica                                                                | 1 – 0                                                                     | Panama                                                                    | Gold Cup 2017 - Quarti di finale                                          | -                                                                         |                                                                           |
| 22-7-2017                                                                 | Arlington                                                                 | Stati Uniti                                                               | 2 – 0                                                                     | Costa Rica                                                                | Gold Cup 2017 - Semifinale                                                | -                                                                         |                                                                           |
| 1-9-2017                                                                  | Harrison                                                                  | Stati Uniti                                                               | 0 – 2                                                                     | Costa Rica                                                                | Qual. Mondiali 2018                                                       | -                                                                         |                                                                           |
| 5-9-2017                                                                  | San José                                                                  | Costa Rica                                                                | 1 – 1                                                                     | Messico                                                                   | Qual. Mondiali 2018                                                       | -                                                                         | 70’                                                                       |
| 7-10-2017                                                                 | San José                                                                  | Costa Rica                                                                | 1 – 1                                                                     | Honduras                                                                  | Qual. Mondiali 2018                                                       | 1                                                                         | 90+7’                                                                     |
| 11-11-2017                                                                | Malaga                                                                    | Spagna                                                                    | 5 – 0                                                                     | Costa Rica                                                                | Amichevole                                                                | -                                                                         | 63’                                                                       |
| 27-3-2018                                                                 | Nizza                                                                     | Tunisia                                                                   | 1 – 0                                                                     | Costa Rica                                                                | Amichevole                                                                | -                                                                         |                                                                           |
| 3-6-2018                                                                  | San José                                                                  | Costa Rica                                                                | 3 – 0                                                                     | Irlanda del Nord                                                          | Amichevole                                                                | -                                                                         | 73’                                                                       |
| 7-6-2018                                                                  | Leeds                                                                     | Inghilterra                                                               | 2 – 0                                                                     | Costa Rica                                                                | Amichevole                                                                | -                                                                         |                                                                           |
| 27-6-2018                                                                 | Nižnij Novgorod                                                           | Svizzera                                                                  | 2 – 2                                                                     | Costa Rica                                                                | Mondiali 2018 - 1º turno                                                  | 1                                                                         | 89’                                                                       |
| 17-10-2018                                                                | Harrison                                                                  | Colombia                                                                  | 3 – 1                                                                     | Costa Rica                                                                | Amichevole                                                                | 1                                                                         |                                                                           |
| 16-11-2018                                                                | Rancagua                                                                  | Cile                                                                      | 2 – 3                                                                     | Costa Rica                                                                | Amichevole                                                                | 2                                                                         | 81’                                                                       |
| 20-11-2018                                                                | Arequipa                                                                  | Perù                                                                      | 2 – 3                                                                     | Costa Rica                                                                | Amichevole                                                                | -                                                                         |                                                                           |
| 23-3-2019                                                                 | Città del Guatemala                                                       | Guatemala                                                                 | 1 – 0                                                                     | Costa Rica                                                                | Amichevole                                                                | -                                                                         | 42’                                                                       |
| 27-3-2019                                                                 | San José                                                                  | Costa Rica                                                                | 1 – 0                                                                     | Giamaica                                                                  | Amichevole                                                                | -                                                                         | 78’                                                                       |
| 6-6-2019                                                                  | Lima                                                                      | Perù                                                                      | 1 – 0                                                                     | Costa Rica                                                                | Amichevole                                                                | -                                                                         | 20’                                                                       |
| 16-6-2019                                                                 | San José                                                                  | Costa Rica                                                                | 4 – 0                                                                     | Nicaragua                                                                 | Gold Cup 2019 - 1º turno                                                  | -                                                                         | 16’                                                                       |
| 21-6-2019                                                                 | Frisco                                                                    | Costa Rica                                                                | 2 – 1                                                                     | Bermuda                                                                   | Gold Cup 2019 - 1º turno                                                  | -                                                                         |                                                                           |
| 28-6-2019                                                                 | Houston                                                                   | Messico                                                                   | 1 – 1 dts (5 – 4 dtr)                                                     | Costa Rica                                                                | Gold Cup 2019 - Quarti di finale                                          | -                                                                         |                                                                           |
| 7-9-2019                                                                  | San José                                                                  | Costa Rica                                                                | 1 – 2                                                                     | Uruguay                                                                   | Amichevole                                                                | -                                                                         |                                                                           |
| 10-10-2019                                                                | Nassau                                                                    | Haiti                                                                     | 1 – 1                                                                     | Costa Rica                                                                | CONCACAF Nations League 2019-2020 - 2º turno                              | -                                                                         |                                                                           |
| 14-10-2019                                                                | Alajuela                                                                  | Costa Rica                                                                | 0 – 0                                                                     | Curaçao                                                                   | CONCACAF Nations League 2019-2020 - 2º turno                              | -                                                                         |                                                                           |
| 15-11-2019                                                                | Willemstad                                                                | Curaçao                                                                   | 1 – 2                                                                     | Costa Rica                                                                | CONCACAF Nations League 2019-2020 - 2º turno                              | -                                                                         | 57’                                                                       |
| 18-11-2019                                                                | San Juan                                                                  | Costa Rica                                                                | 1 – 1                                                                     | Haiti                                                                     | CONCACAF Nations League 2019-2020 - 2º turno                              | -                                                                         |                                                                           |
| 13-11-2020                                                                | Hartberg                                                                  | Costa Rica                                                                | 1 – 1                                                                     | Qatar                                                                     | Amichevole                                                                | -                                                                         | 58’                                                                       |
| 27-3-2021                                                                 | Zenica                                                                    | Bosnia ed Erzegovina                                                      | 0 – 0                                                                     | Costa Rica                                                                | Amichevole                                                                | -                                                                         |                                                                           |
| 30-3-2021                                                                 | Wiener Neustadt                                                           | Costa Rica                                                                | 0 – 1                                                                     | Messico                                                                   | Amichevole                                                                | -                                                                         | 18’                                                                       |
| 12-7-2021                                                                 | Orlando                                                                   | Costa Rica                                                                | 3 – 1                                                                     | Guadalupa                                                                 | Gold Cup 2021 - 1º turno                                                  | -                                                                         | 40’ 89’                                                                   |
| 16-7-2021                                                                 | Orlando                                                                   | Suriname                                                                  | 1 – 2                                                                     | Costa Rica                                                                | Gold Cup 2021 - 1º turno                                                  | -                                                                         | 78’ 87’                                                                   |
| 22-8-2021                                                                 | Carson                                                                    | El Salvador                                                               | 0 – 0                                                                     | Costa Rica                                                                | Amichevole                                                                | -                                                                         | cap.                                                                      |
| 5-9-2021                                                                  | San José                                                                  | Costa Rica                                                                | 0 – 1                                                                     | Messico                                                                   | Qual. Mondiali 2022                                                       | -                                                                         | 89’                                                                       |
| 8-9-2021                                                                  | San José                                                                  | Costa Rica                                                                | 1 – 1                                                                     | Giamaica                                                                  | Qual. Mondiali 2022                                                       | -                                                                         | 90+1’                                                                     |
| 7-10-2021                                                                 | San Pedro Sula                                                            | Honduras                                                                  | 0 – 0                                                                     | Costa Rica                                                                | Qual. Mondiali 2022                                                       | -                                                                         |                                                                           |
| 13-10-2021                                                                | Columbus                                                                  | Stati Uniti                                                               | 2 – 1                                                                     | Costa Rica                                                                | Qual. Mondiali 2022                                                       | -                                                                         | 85’                                                                       |
| 16-11-2021                                                                | San José                                                                  | Costa Rica                                                                | 2 – 1                                                                     | Honduras                                                                  | Qual. Mondiali 2022                                                       | -                                                                         |                                                                           |
| 27-1-2022                                                                 | San José                                                                  | Costa Rica                                                                | 1 – 0                                                                     | Panama                                                                    | Qual. Mondiali 2022                                                       | -                                                                         |                                                                           |
| 30-1-2022                                                                 | Città del Messico                                                         | Messico                                                                   | 0 – 0                                                                     | Costa Rica                                                                | Qual. Mondiali 2022                                                       | -                                                                         |                                                                           |
| 2-2-2022                                                                  | Kingston                                                                  | Giamaica                                                                  | 0 – 1                                                                     | Costa Rica                                                                | Qual. Mondiali 2022                                                       | -                                                                         |                                                                           |
| 24-3-2022                                                                 | San José                                                                  | Costa Rica                                                                | 1 – 0                                                                     | Canada                                                                    | Qual. Mondiali 2022                                                       | -                                                                         |                                                                           |
| 27-3-2022                                                                 | San Salvador                                                              | El Salvador                                                               | 1 – 2                                                                     | Costa Rica                                                                | Qual. Mondiali 2022                                                       | -                                                                         |                                                                           |
| 30-3-2022                                                                 | San José                                                                  | Costa Rica                                                                | 2 – 0                                                                     | Stati Uniti                                                               | Qual. Mondiali 2022                                                       | -                                                                         | 64’                                                                       |
| 2-6-2022                                                                  | Panama                                                                    | Panama                                                                    | 2 – 0                                                                     | Costa Rica                                                                | CONCACAF Nations League 2022-2023 - 1º turno                              | -                                                                         |                                                                           |
| 14-6-2022                                                                 | Ar Rayyan                                                                 | Costa Rica                                                                | 1 – 0                                                                     | Nuova Zelanda                                                             | Qual. Mondiali 2022                                                       | -                                                                         | 46’                                                                       |
| 27-9-2022                                                                 | Suwon                                                                     | Uzbekistan                                                                | 1 – 2                                                                     | Costa Rica                                                                | Amichevole                                                                | 1                                                                         |                                                                           |
| 9-11-2022                                                                 | San José                                                                  | Costa Rica                                                                | 2 – 0                                                                     | Nigeria                                                                   | Amichevole                                                                | 1                                                                         | 46’                                                                       |
| 23-11-2022                                                                | Doha                                                                      | Spagna                                                                    | 7 – 0                                                                     | Costa Rica                                                                | Mondiali 2022 - 1º turno                                                  | -                                                                         | 46’                                                                       |
| 27-11-2022                                                                | Al Rayyan                                                                 | Giappone                                                                  | 0 – 1                                                                     | Costa Rica                                                                | Mondiali 2022 - 1º turno                                                  | -                                                                         |                                                                           |
| 1-12-2022                                                                 | Al Khor                                                                   | Costa Rica                                                                | 2 – 4                                                                     | Germania                                                                  | Mondiali 2022 - 1º turno                                                  | -                                                                         |                                                                           |
| 25-3-2023                                                                 | Fort-de-France                                                            | Martinica                                                                 | 1 – 2                                                                     | Costa Rica                                                                | CONCACAF Nations League 2022-2023 - 1º turno                              | -                                                                         |                                                                           |
| 28-3-2023                                                                 | San José                                                                  | Costa Rica                                                                | 0 – 1                                                                     | Panama                                                                    | CONCACAF Nations League 2022-2023 - 1º turno                              | -                                                                         |                                                                           |
| 15-6-2023                                                                 | Carson                                                                    | Costa Rica                                                                | 0 – 1                                                                     | Guatemala                                                                 | Amichevole                                                                | -                                                                         | cap.                                                                      |
| 20-6-2023                                                                 | Chester                                                                   | Ecuador                                                                   | 3 – 1                                                                     | Costa Rica                                                                | Amichevole                                                                | -                                                                         | cap.                                                                      |
| 26-6-2023                                                                 | Fort Lauderdale                                                           | Costa Rica                                                                | 1 – 2                                                                     | Panama                                                                    | Gold Cup 2023 - 1º turno                                                  | -                                                                         |                                                                           |
| 30-6-2023                                                                 | Harrison                                                                  | El Salvador                                                               | 0 – 0                                                                     | Costa Rica                                                                | Gold Cup 2023 - 1º turno                                                  | -                                                                         |                                                                           |
| 4-7-2023                                                                  | Harrison                                                                  | Costa Rica                                                                | 6 – 4                                                                     | Martinica                                                                 | Gold Cup 2023 - 1º turno                                                  | 1                                                                         | 43’                                                                       |
| 8-7-2023                                                                  | Arlington                                                                 | Messico                                                                   | 2 – 0                                                                     | Costa Rica                                                                | Gold Cup 2023 - Quarti di finale                                          | -                                                                         |                                                                           |
| Totale                                                                    |                                                                           | Presenze                                                                  | 74                                                                        |                                                                           | Reti                                                                      | 10                                                                        |                                                                           |

## Palmarès

### Club

#### Competizioni Nazionali
- Campionato costaricano: 6

Saprissa: 2014 Verano, Clausura 2021, Apertura 2022, Clausura 2023, Apertura 2023, Clausura 2024
- Coppa della Costa Rica: 1

Saprissa: 2013
- Canadian Championship: 1

Vancouver Whitecaps: 2015

### Individuale
- MLS Best XI: 2

2015, 2017